# Держава дервішів

Держава дервішів (сом. Daraawiish, араб. دولة الدراويش) — державне утворення, що існувало на півночі Сомалі на початку XX століття.

## Історія

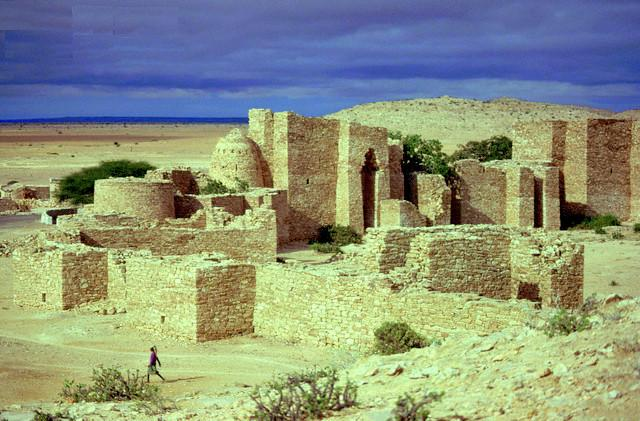
Руїни Талеха — столиці держави дервішів

Засновником держави був релігійний діяч Саїд Мохаммед Абділле Хасан. Він здійснив паломництво в Мекку, а потім в 1895 році осів у Бербері і зайнявся місіонерською діяльністю. Хасана вкрай турбувало насадження в Сомалі своїх порядків іновірцями — британцями, італійцями та ефіопами. У 1897 році він покинув берберів, і закликав народ до збройної боротьби з іноземними загарбниками. У 1898 році загін Мохамеда Абділле бен Хасана, чисельністю в 5 тис. шабель, взяв місто Бурао (важливий центр Британського Сомаліленда) і зробив своєю його столицею. Хасан дав собі титул Махді, серед же англійців за ним закріпилося прізвисько «Шалений мулла». 

У 1900 році вони напали на ефіопський гарнізон у Джіджіге і викрали звідти 2000 верблюдів. Визвольний рух набирав обертів, Хасану вдалося примирити заради спільної мети ворогуючі сомалійські клани, його емісари по всій країні закликали людей приєднуватися до опору. 

У серпні 1900 року «Шалений мулла» раптово напав на дружнє британській владі плем'я Адежелла і захопив м. Хад. 

У вересні 1900 року влада Мохаммеда бен Хасана була визнана берберським плем'ям Хабр Аваль.

## Війна з Ефіопією
Ефіопський імператор Менелік II попросив для війни з Хасаном підтримки британців. У 1900–1901 роках сформувалися дві ефіопські армії чисельністю 1500 і 15 000 чоловік, які під командуванням європейських офіцерів виступили з Бурао і Хараре. До цього моменту армія дервішів складалася приблизно з 20 000 воїнів, з яких близько 8000 були кінними. 

З 1901 по 1904 роки дервіші наносили іноземним арміям одну поразку за іншою, однак 9 січня 1904 були розбиті військами генерала Егертона і змушені були відступити в північно-східну частину Сомалі.

## Перша світова війна
Під час Першої Світової війни, спираючись на німецьку і турецьку допомогу, «Шалений мулла» робив набіги на англійські війська зі своєї ставки у фортеці Талех.

## Останній період існування держави
Після закінчення Першої світової війни британці вирішили покінчити з дервішами. Начальник імперського Генерального штабу сер Генрі Вільсон повідомив державному секретарю у справах колоній Альфреду Мілнеру, що для цього потрібно як мінімум дві дивізії, однак головнокомандуючий ВПС Х'ю Тренчард запропонував використовувати для знищення укріплень дервішів авіацію, заявивши, що в цьому випадку для завершення операції вистачить наявних на місцях колоніальних військ. Британська операція почалася в кінці січня 1920 року, і вже 9 лютого британські колоніальні війська вступили до столиці дервішів Талех. Вперше зіткнувшись з літаками, війська дервішів розбіглися; сам Хасан втік до Огадена всього з чотирма прихильниками, де помер у грудні від природних причин.
Проведення «найдешевшої війни в історії» сприяло виділенню британських ВПС в окремий рід військ.

## Економіка
Держава дервішів контролювала торгові шляхи, що ведуть з внутрішніх скотарських районів у портові міста на узбережжі. За рахунок одержуваних доходів держава дервішів закуповувала за кордоном вогнепальну зброю, коней і будівельні матеріали.